# Jill Jolliffe
Jill Jolliffe (* 1945; † 2. Dezember 2022) war eine australische Journalistin und Buchautorin.

## Werdegang
Als drei Monate altes Baby wurde Joliffe adoptiert. Später weigerte sie sich zu versuchen, etwas über ihre biologischen Eltern herauszufinden. Erst mit 68 entschloss sie sich nachzuforschen und traf ihre 83 Jahre alte Mutter. Als ihr Adoptivvater starb, heiratete die Mutter erneut. Der ehemalige deutsche Soldat, der nach Australien ausgewandert war, misshandelte Jolliffe und ihre Adoptivgeschwister mit Schlägen. Mit 15 Jahren verließ Joliffe die Familie. Später erhielt sie ein Stipendium an der Monash University und studierte Englisch. An der Universität wurde sie Mitglied des radikalen Labour Party Club. Unter anderem war sie 1970 die einzige weibliche Rednerin bei einer Demonstration gegen den Vietnamkrieg, leitete eine feministische Buchhandlung und half bei der Gründung der feministischen Zeitschrift Vashti's Voice. Von ihrer Adoptivmutter wurde Jolliffe beim Australian Security Intelligence Organisation (ASIO) wegen subversiven Aktivitäten angezeigt.
Als Teil einer Delegation des Studentenwerkes besuchte Jolliffe im März 1975 das damalige Portugiesisch-Timor, das auf die Unabhängigkeit vorbereitet wurde. Dort traf sie die jungen Führer der Unabhängigkeitsbewegung. Im September 1975 wurde sie Zeugin der ersten Einfälle indonesischer Truppen in die damals noch portugiesische Kolonie und berichtete vom Tod fünf westlicher Journalisten, den Balibo Five im Oktober.
Jolliffe lebte ab 1978 in Portugal und kehrte 1999 nach Darwin in Australien zurück, von wo sie regelmäßig nach Osttimor reiste und von hier berichtete. Sie war Korrespondentin für Reuters, The Guardian, The Sunday Times, The Age, Sydney Morning Herald und die BBC. Außer aus Osttimor berichtete sie aus Krisengebieten in Angola und der Westsahara. Die Einreise nach Indonesien war ihr verboten, trotzdem gelang es ihr 1994 nach Osttimor einzureisen und den Guerillaführer Nino Konis Santana zu interviewen. Weitere Themen ihrer Reportagen waren Nazi-Gold in Portugal und der Sexsklavenhandel in Europa.
Am 27. August 2014 wurde Jolliffe von Staatspräsident Taur Matan Ruak die Medaille des Ordem de Timor-Leste verliehen, als Anerkennung ihres Einsatzes für die Unabhängigkeit von Osttimor.

## Publikationen
- East Timor: Nationalism and Colonialism Queensland: University of Queensland Press, (1978) OCLC 4833990
- Timor, Terra Sagrenta (Timor: The Killing Fields) (1989)
- Aviz: A Lisbon Story (1998)
- Depois das lagrimas (After the Tears) (2000, ed.)
- Cover-Up: The Inside Story of the Balibo Five  (2001)
- Balibo (2009)
- Finding Santana (2011)
- Run for Your Life: A Memoir (2014)

## Fernsehdokumentationen
- The Pandora Trail (1992). Über das europäische Prostitutionsgeschäft
- Blockade (1997). Geschichte des osttimoresischen Guerillakampfes
- Foreign Correspondent Sondersendung über die Balibo Five (1998) mit dem australischen Fernsehreporter Jonathan Holmes